# Amtsgericht Aalen
Das Amtsgericht Aalen ist eines von 108 Amtsgerichten in Baden-Württemberg. Es ist ein Gericht der ordentlichen Gerichtsbarkeit.

## Amtsgerichtsbezirk
Zum Gerichtsbezirk gehören die Gemeinden Aalen, 
Abtsgmünd, Essingen, Hüttlingen und Oberkochen.

## Gerichtsgebäude
Das Gebäude befindet sich in der Stuttgarter Straße 9 in Aalen.

## Zuständigkeit und Aufgaben
Das Amtsgericht ist erstinstanzliches Zivil-, Familien- und Strafgericht. Beim Amtsgericht wird außerdem das Vereins- und Güterrechtsregister geführt. Als Vollstreckungsgericht ist es zuständig für alle Vollstreckungssachen, bei denen der Schuldner seinen Wohnsitz im Gerichtsbezirk hat.
In den Zuständigkeitsbereich des Amtsgerichts fallen folgende Tätigkeiten: Zivilsachen, Familiensachen, Strafsachen, Bußgeldverfahren, Betreuungen, Gerichtsvollzieher, Gerichtszahlstelle, Hinterlegungen, Insolvenzen, Landwirtschaftssachen, Mahnverfahren, Rechtsantragstelle, Registersachen, Schuldnerverzeichnis, Unterbringung, Verschollenheitssachen, Vormundschaftssachen, Wohnungseigentum, Zwangsversteigerung und Zwangsvollstreckung.
Außerdem gehören fünf Gerichtsvollzieher zum Amtsgericht.

## Übergeordnete Gerichte
Im Instanzenzug übergeordnet sind dem Amtsgericht Aalen das Landgericht Ellwangen, das Oberlandesgericht Stuttgart und der Bundesgerichtshof.